# Emerald Fennell

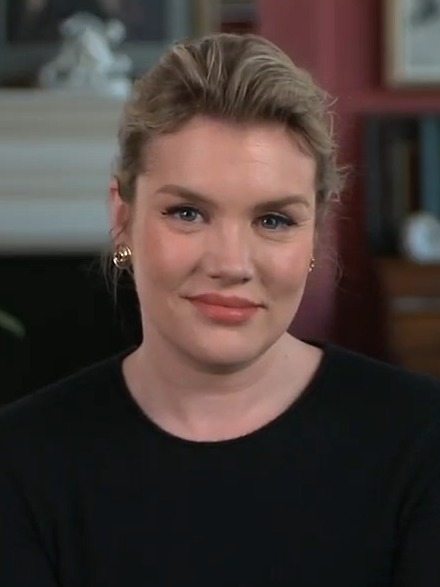
Emerald Fennell (2023)

Emerald Lilly Fennell (* 1. Oktober 1985 in London) ist eine britische Filmschauspielerin, Drehbuchautorin und Filmregisseurin. Im Rahmen der Oscarverleihung 2021 wurde sie für das beste Originaldrehbuch zum Film Promising Young Woman ausgezeichnet.

## Leben
Die 1985 im Londoner Stadtteil Hammersmith geborene Emerald Fennell hatte immer wieder Nebenrollen in Fernsehserien und Filmen erhalten, so in 27 Folgen von Call the Midwife – Ruf des Lebens und in den Filmen The Danish Girl und Pan jeweils aus dem Jahr 2015, bevor sie mit der Arbeit an Drehbüchern zu den Fernsehserien Drifters und Killing Eve betraut wurde, für die sie bei jeweils sechs Folgen tätig war, die 2016 beziehungsweise 2019 ausgestrahlt wurden. Als Schauspielerin wurde sie einem internationalen Fernsehpublikum durch ihre Nebenrolle als Camilla Parker Bowles in der Netflix-Serie The Crown (2019–2020) bekannt.
Ihr Kurzfilmdebüt gab sie mit Careful How You Go. Mit Promising Young Woman gab Fennell ihr Regiedebüt bei einem Spielfilm und schrieb hierfür ebenfalls das Drehbuch. Der immer wieder als „#MeToo-Rache-Thriller“ beschriebene Film feierte im Januar 2020 beim Sundance Film Festival seine Premiere. Bei der Oscarverleihung 2021 gewann sie den Preis für das beste Originaldrehbuch. Außerdem gab es vier weitere Nominierungen, darunter für Fennell selbst noch in den Kategorien Bester Film und Beste Regie.
Im Sommer 2021 wurde Fennell Mitglied der Academy of Motion Picture Arts and Sciences. Im Jahr 2023 erschien ihr zweiter Spielfilm Saltburn.

## Filmografie
Schauspielerin
- 2010: Mrs. Nice
- 2010: Any Human Heart – Eines Menschen Herz (Any Human Heart, Miniserie, 3 Episoden)
- 2010: New Tricks – Die Krimispezialisten (New Tricks, Fernsehserie, 1 Episode)
- 2011: Albert Nobbs
- 2011–2013: Chickens (Fernsehserie, 7 Episoden)
- 2012: Anna Karenina
- 2013: The Lady Vanishes (Fernsehfilm)
- 2013: Murder on the Home Front (Fernsehfilm)
- 2013–2017: Call the Midwife – Ruf des Lebens (Call the Midwife, Fernsehserie, 27 Episoden)
- 2015: The Danish Girl
- 2015: Pan
- 2016: Drifters (Fernsehserie, 1 Episode)
- 2017: Victoria (Fernsehserie, 1 Episode)
- 2018: Vita & Virginia
- 2019–2020: The Crown (Fernsehserie, 7 Episoden)
- 2020: Promising Young Woman
- 2023: Barbie

Drehbuchautorin
- 2016: Drifters (Fernsehserie, 2 Episoden)
- 2018: Careful How You Go (Kurzfilm)
- 2019: Killing Eve (Fernsehserie, 6 Episoden)
- 2020: Promising Young Woman
- 2023: Saltburn

Regisseurin
- 2018: Careful How You Go (Kurzfilm)
- 2020: Promising Young Woman
- 2023: Saltburn

## Auszeichnungen (Auswahl)
British Academy Film Award
- 2021: Auszeichnung für das Beste Originaldrehbuch (Promising Young Woman)[5]

Chicago Film Critics Association Award
- 2020:	Nominierung für die beste Regie (Promising Young Woman)
- 2020: Nominierung für das beste Drehbuch (Promising Young Woman)
- 2020: Nominierung als vielversprechendste Filmemacherin (Promising Young Woman)

Critics’ Choice Movie Award
- 2021: Nominierung für die Beste Regie (Promising Young Woman)
- 2021:  Nominierung für das Beste Originaldrehbuch (Promising Young Woman)

Emmy
- 2019: Nominierung für die beste Dramaserie (Killing Eve)
- 2019: Nominierung für das beste Seriendrehbuch (Killing Eve)
- 2021: Nominierung als Beste Nebendarstellerin – Dramaserie (The Crown)

Europäischer Filmpreis
- 2021: Auszeichnung als Europäische Entdeckung – FIPRESCI-Preis (Promising Young Woman)[6]

Independent Spirit Award
- 2021: Nominierung für die Beste Regie (Promising Young Woman)[7]

London Critics’ Circle Film Award
- 2021: Nominierung für die Beste britische Nachwuchsregie (Promising Young Woman)[8]

Los Angeles Film Critics Association Award
- 2020: Beste Drehbuch (Promising Young Woman)[9]

Oscar
- 2021: Auszeichnung für das Beste Originaldrehbuch (Promising Young Woman)
- 2021: Nominierung für die Beste Regie (Promising Young Woman)
- 2021: Nominierung für den Besten Film (Promising Young Woman)

Sundance Film Festival
- 2018: Nominierung für den Short Film Grand Jury Prize (Careful How You Go)

Writers Guild of America Award
- 2021: Auszeichnung für das Beste Originaldrehbuch (Promising Young Woman)[10]